# José Joaquim de Sousa
José Joaquim de Sousa (Goiás, 30 de setembro de 1830 — 3 de agosto de 1913) foi um advogado e político brasileiro.
Foi presidente da província de Goiás, de 9 a 11 de agosto de 1887. Foi membro da junta governativa goianense de 1889.